# Up Close & Personal Tour
Up Close & Personal Tour foi uma turnê musical promocional realizada pelo grupo estadunidense Backstreet Boys, entre os meses de março e abril de 2005 nos Estados Unidos. Contendo dezoito concertos, a Up Close & Personal Tour iniciou-se em Nova Iorque, antecedendo o lançamento de seu single "Incomplete", bem como de seu quinto álbum de estúdio Never Gone (2005), servindo como uma turnê de pré-lançamento do mesmo.

## Repertório
1. "The Call"
2. "My Beautiful Woman"
3. "More than That"
4. "Climbing the Walls"
5. "Shape of My Heart"
6. "I Still..."
7. "The One"
8. "I Want It That Way"
9. "Show Me the Meaning of Being Lonely"
10. "Shout"
11. "Larger than Life"
12. "Weird World"
13. "All I Have to Give"
14. "As Long as You Love Me"
15. "I'll Never Break Your Heart"
16. "Poster Girl"
17. "Quit Playing Games (with My Heart)"
18. "Drowning"
19. "Incomplete"
20. "Everybody (Backstreet's Back)"

## Datas da turnê
| Data                | Cidade             | País             | Local                    |
| América do Norte    | América do Norte   | América do Norte | América do Norte         |
| ------------------- | ------------------ | ---------------- | ------------------------ |
| 21 de março de 2005 | Nova Iorque        | Estados Unidos   | Irving Plaza             |
| 22 de março de 2005 | Nova Iorque        | Estados Unidos   | Irving Plaza             |
| 24 de março de 2005 | Boston             | Estados Unidos   | Avalon                   |
| 25 de março de 2005 | Filadélfia         | Estados Unidos   | Electric Factory         |
| 26 de março de 2005 | Scranton           | Estados Unidos   | Scranton Cultural Center |
| 28 de março de 2005 | Chicago            | Estados Unidos   | House of Blues           |
| 29 de março de 2005 | Cleveland          | Estados Unidos   | House of Blues           |
| 30 de março de 2005 | Washington, D.C.   | Estados Unidos   | 9:30 Club                |
| 4 de abril de 2005  | Columbus           | Estados Unidos   | PromoWest Pavilion       |
| 5 de abril de 2005  | Detroit            | Estados Unidos   | State Theatre            |
| 6 de abril de 2005  | Pittsburgh         | Estados Unidos   | The Rock Club            |
| 8 de abril de 2005  | Milwaukee          | Estados Unidos   | Pabst Theater            |
| 10 de abril de 2005 | St. Louis          | Estados Unidos   | Roberts Orpheum Theater  |
| 12 de abril de 2005 | Grand Prairie      | Estados Unidos   | Nokia Live               |
| 14 de abril de 2005 | Atlanta            | Estados Unidos   | Earthlink Live           |
| 15 de abril de 2005 | North Myrtle Beach | Estados Unidos   | House of Blues           |
| 16 de abril de 2005 | Raleigh            | Estados Unidos   | Meymandi Concert Hall    |
| 18 de abril de 2005 | Norfolk            | Estados Unidos   | Norva Theatre            |